# Ammotrypane buitendijki
Ammotrypane buitendijki är en ringmaskart som beskrevs av Horst 1919. Ammotrypane buitendijki ingår i släktet Ammotrypane och familjen Opheliidae. Inga underarter finns listade i Catalogue of Life.